# 逃离德黑兰
是一部於2012年上映、由班·艾佛列克自导自演的美国惊悚政治剧情片，编剧克里斯·泰瑞欧改编自1979年的伊朗人质危机中的真实故事。2011年8月在洛杉矶开拍，拍摄地包括华盛顿特区和土耳其伊斯坦布尔。北美于2012年10月12日上映，並在2013年获得金球獎最佳劇情類電影及最佳導演獎，英国电影学院奖最佳影片、最佳导演和最佳剪辑奖，以及奥斯卡金像奖最佳影片、最佳改编剧本和最佳剪辑奖。

## 劇情
1979年，伊朗德黑蘭爆發伊斯蘭革命，全城大規模示威導致美國駐伊朗大使館在同年11月4日時被暴民攻佔，66名美國外交官與平民被扣為人質，伊朗時任領袖鲁霍拉·穆萨维·霍梅尼公開要求美國必須將當時確診患癌而在美國避難的下野沙阿穆罕默德·禮薩·巴列維引渡回伊朗。但在暴民攻佔大使館前，六名負責辦簽證的外交人員從後門逃跑，躲至加拿大大使肯·泰勒的官邸避風頭。
人質危機持續至69天後，美國國務院與中情局合作對逃走的六名「過夜客人」安排撤離行動，請來救援專家東尼·門德斯與其上司傑克·歐唐納一同發表看法。由於大使館中有一本被切碎的員工名冊，一旦被革命衛隊安排的童工拼湊完成，則會完全洩漏六個人的資料，迫使國務院與中情局開會商討，決定用僞裝加拿大身份將這六個人遣送出國。他們一開始本來打算採用記者、國際教師及慈善人員的身份，但考慮到真實性不夠而只能重新想辦法。東尼與他分居的兒子通電話時看到電影《決戰猩球》，萌發讓六個人偽裝成“在伊朗取景的電影攝製組”的點子，獲得其他官員暫時准許後，來到洛杉磯伯班克製片廠找獲過奧斯卡獎的好萊塢化妝師約翰·錢伯斯，與他研究過後決定用一個未採用的電影劇本《阿爾戈號》，附上伊朗背景與一些和《星際迷航》的情節和人物。
完成海報和劇本設計後，由於革命衛隊已經對德黑蘭國際機場加倍保全，東尼與約翰和他的制片合作夥伴雷斯特·席格舉行新聞發佈會，成功將電影推向新聞和雜誌以擴增真實性。回到華盛頓，東尼獲得美國政府的行動准許，先到土耳其伊斯坦布爾的伊朗領事館進入德黑蘭。抵達後，東尼從入境處拿走多張入境表格，將取景的事情匯報給伊朗文化部，來到加拿大大使館與泰勒會面。泰勒說他們已經接到「關閉大使館回國」的命令、以及六個人的身份已被他們的女管家所知；於是讓他加緊節奏。東尼到達官邸時會見六個人，與他們解釋計劃與各自的身份背景後，打算在隔天帶他們去德黑蘭集市進行一場假取景。當晚，入住當地酒店的東尼收到當地文化部長的取景批准證明，於是花精力說服六個人前往德黑蘭大集市。
他們到集市前勉強通過抗議民眾，而跟著本地代表在市場裏取景時，卻遭到一名因為喪親而對外國人感到憤怒的不理性民眾的示威攻擊；雖然取景勉強結束，但六個人的面貌早已被革命衛隊偷拍下來作為對照。離開前的最後一晚，東尼與所有人核對身份與背景資料，認為已經萬事俱備卻接到歐唐納的紧急電話，稱電影救援方案已經被白宮幕僚長漢密爾頓·喬丹令下終止，取代而之的是派遣三角洲部隊對人質進行軍事救援，命令東尼丟下六個人直接回國。東尼對上司不負責任的安排憤怒不已，但只能聽從他們的安排，泰勒私下得知事情後為了防止引起慌亂，儘量對六個人隱瞞真相。
東尼回到酒店思考一晚上，最終決定不丟下他們六人，隔天清晨抱著必死的決心致電歐唐納，聲言自己會帶他們離開。歐唐納來不及阻止後不想仍由他去送死，冒險得罪上級、號召團隊重啓救援計畫，因情況危機而僥倖得到美國總統的准許。東尼來到官邸帶走六個人立刻前往機場，泰勒與他的妻子坐火車撤離至土耳其，離開前銷毀官邸的加密電話與重要資料。一行人抵達機場面對一大群嚴防死守的革命衛隊及機場保安，但還是在中情局和國務院的幫助下得到機票。並且順利用文化部長的考察准許信件，將沒有入境表格的事情騙過安檢處，直到檢票處時被幾名守衛攔下來排查。當中會說波斯語的美使館館員為守衛們講解電影的劇情與細節，以便通過檢查，一名守衛透過東尼提供的名片打電話到約翰與雷斯特的辦公室，確認屬實後才准許他們登機。
而六個人當中其中一人的頭像在大使館中拼湊出來，革命衛隊隊長發現與市場拍到的一人完全相同，於是帶兵開車闖進加拿大大使官邸搜捕。然而，他們到達後發現此地早已人去樓空，隨後便打電話通報機場。而機場裏一名守衛接到消息後跑到登機口通報，其他守衛發現上當後，立刻派遣一輛軍車和兩輛警車攔截飛機。所幸飛機在對方攔截前及時升空，並於幾分鐘後順利離開伊朗領空。所有人歡呼不盡、舉杯慶祝，六人平安無事地回到美國，中情局方面最終決定將功勞全部讓給加拿大。東尼將整個電影計畫送到中情局秘密檔案庫封存，傑克也通知東尼說他將得到中情局的「最高優秀獎」。但東尼首先回到自己的家與妻子和兒子團聚，也將自己留下的一張《阿爾戈號》漫画脚本放在家中。

## 角色
| 演員                               | 角色                               | 備註 |
| 班·艾佛列克 Ben Affleck            | 東尼·曼德茲 Tony Mendez            | 美國中情局救援專家（特務），負責策劃及執行救援行動，假名為凱文·哈金斯（Kevin Harkins）。                            |
| 布莱恩·科兰斯顿 Bryan Cranston     | 傑克·歐唐納 Jack O'Donnell         | 美國中情局副局長，東尼的上司，雖然一向聽從上級，但有時也會幫東尼說話。                                              |
| 約翰·古德曼 John Goodman           | 約翰·錢伯斯 John Chambers          | 好萊塢特效化妝師，曾得過奧斯卡最佳特效獎，與東尼是舊識。                                                            |
| 亞倫·阿金 Alan Arkin               | 雷斯特·席格 Lester Siegel          | 好萊塢老牌監製，負責配合東尼計畫演出。                                                                              |
| 維克多·賈博 Victor Garber          | 肯尼斯·D·泰勒 Ken Taylor           | 加拿大駐伊朗大使，協助六名美國人藏匿在大使官邸長達半年。                                                            |
| 泰特·唐納文 Tate Donovan           | 鮑伯·安德斯 Bob Anders             | 年長的高級領事官，六個美國使館館員之一。 假扮身分為「導演，羅伯特·貝克（Robert Baker）」。                          |
| 可莉·杜瓦 Clea DuVall              | 可拉·李齊克 Cora Lijek             | 25歲，六個美國使館館員之一，助理，與馬克為新婚夫妻。 假扮身分為「編劇，瑪莉·安·波伊德（Mary Ann Boyd）」。          |
| 史考特·麥奈利 Scoot McNairy        | 喬·史塔福 Joe Stafford             | 29歲，六個美國使館館員之一，會說波斯語，與凱西為夫妻。 假扮身分為「副製片人，尚恩·畢賽特（Sean Bissett）」。        |
| 羅利·考克瑞 Rory Cochrane          | 亨利·李·薛茲 Henry Lee Schatz      | 來自愛達荷州的農業專員，六個美國使館館員之一，個性古怪。 假扮身分為「攝影師，麥可·麥斯韋恩（Mike Mcewan）」。       |
| 克里斯多福·鄧漢 Christopher Denham | 馬克·李齊克 Mark Lijek             | 29歲，六個美國使館館員之一，領事官，與可拉為新婚夫妻。 假扮身分為「外景助理，提摩西·哈里斯（Timothy Harris）」      |
| 凱莉·畢許 Kerry Bishé              | 凱西·史塔福 Kathy Stafford         | 六個美國使館館員之一．因丈夫關係駐館擔任打字專員，與喬為夫妻。 假扮身分為「美術指導，瑞秋·迪華特（Rachel Dewart）」 |
| 凱爾·錢德勒 Kyle Chandler          | 漢密爾頓·喬丹                      | 美國總統卡特的白宮幕僚長。                                                                                          |
| 克里斯·梅西納 Chris Messina        | 馬里諾夫 Malinov                   | 伊朗當地革命部隊的領隊，曾到加拿大大使館問話。                                                                      |
| 泰托斯·韋利弗 Titus Welliver       | 瓊·貝茨 Jon Bates                  | 隸屬美國國務院，負責提供救援行動方案。                                                                              |
| 基斯·札拉比加 Keith Szarabajka     | 亞當·恩格爾 Adam Engell            | 美國中情局局長，東尼和傑克的上司，一天到晚只會抱怨。                                                                |
| 巴布·甘頓 Bob Gunton               | 赛勒斯·万斯 Cyrus Vance            | 美國國務卿。 |
| 理查·坎德 Richard Kind             | 馬克斯·克萊 Max Klein              | 美國作家協會理事長，與雷斯特為舊識，東尼和雷斯特負責前往與其洽談「假電影」《亞果》劇本版權。                        |
| 歐米德·阿塔西 Omid Abtahi          | 雷札·波哈尼 Reza Borhani           | 德黑蘭當地人士，伊朗文化部派出的代表，向東尼率領的「假劇組」介紹市集風情及特色。                                    |
| 希拉·凡 Sheila Vand                | 莎赫拉 Sahar                       | 泰勒大使家中的女管家，身為宗教人士，知道六個人的身份。                                                              |
| 泰勒·席林 Taylor Schilling         | 克莉絲汀·曼德茲 Christine Mendez   | 東尼的妻子，分居中。                                                                                                |
| 菲利浦·貝克·霍爾 Philip Baker Hall | 華倫·克里斯多福 Warren Christopher | 美國常務副國務卿。                                                                                                  |
| 阿德里安娜·巴碧悠 Adrienne Barbeau | 妮娜 Nina                          | 好萊塢女演員，雷斯特前妻。 在「亞果」中飾演銀河女巫瑟克希。                                                         |
| 福德·哈吉 Fouad Hajji              | 寇麥塔 Komiteh                     | 伊朗革命隊員，機場的守衛之一，曾經攔下六個人，但最後還是讓他們登機。                                                |

## 劇情—史實差異
- 真实的撤离行动中，美國外交人员并未遭受影片中表现的那样紧迫的危险[7]。
- 加拿大大使夫人帕特·泰勒提前在三家不同的航空公司订了三组机票，订票时并未遭到严格审查。
- 卡特总统办公室仅在托尼·门德斯从欧洲出发前往伊朗前取消授权行动，且只耽搁了30分钟，而不是在行动最后一刻终止授权。[8]
- 美使館館員們在登机口并未遭遇检查人员的严格审查，并不像影片中那样面对真实身份即將曝光的危险。[8][9]
- 飞机起飞前的追逐场景并未出现[10]。館員之一的马克·李齐克称“对我们来说非常幸运的是，在那里只有几个革命卫队队员。这就是为什么我们要订早上5：30航班的原因，他们即使再狂热也不会那么早到那里。事实是安全检查官员粗略看了我们一下，我们便正常地离开了。我们飞到了苏黎世并被带到伯尔尼的美国大使官邸。这一切就是这样直接。”[11]
- 现实中，6名外交人员逃至肯尼斯·D·泰勒住宅几天后，便分散到了泰勒和另一位加拿大官员的住宅两地，并未一直隐藏在泰勒家。[11][12]
- 制片人雷斯特·席格所起到的重要作用是虚构的。[13]
- 影片中中央情报局争取获得吉米·卡特授权批准机票时，一名中情局官员冒充白宫幕僚长汉密尔顿·乔丹（英语：Hamilton Jordan）子女所在学校的人向白宫打电话。事实上当时汉密尔顿·乔丹未婚，没有子女。[14]
- 现实中，在挑选剧本时所选中的剧本原名《光明王》，基于罗杰·泽拉兹尼所作同名小说改编，中情局将其标题改为《亞果》。[15]
- 插画家杰克·吉尔比并未特意为中情局绘制影片的漫画情节稿，他曾在伊朗人质危机前几年为《光之主》绘制这些漫画脚本。[15]
- 好莱坞标志在该事件发生前的1978年已修复完整，而不是影片中展示的1970年代破败樣貌。[16]
- 主角一群人搭乘的瑞士航空波音747上的航空器註冊編號「HB-ISO」實為一架同屬瑞士航空的DC-9-50[17]所使用的註冊編號。

## 评价
媒体综评86分，《纽约邮报》、《旧金山纪事报》、《今日美国》、《华尔街日报》、《纽约时报》、《纽约每日新闻》、《夏洛特观察报》、《芝加哥太阳报》、《亚利桑那共和报》、《坦帕湾时报》、《纽约观察者》、《娱乐周刊》、《Boxoffice》杂志等媒体都出具满分。烂番茄新鲜度高达94%，影片获得了极高的评价。
美国媒体评价：“一部庄重大气且精雕细琢，并具有黑色幽默现实主义的政治惊悚片，而所有角色的表演亦堪称完美”，“极端紧凑的结构混搭以近乎任性的幽默，还有贯穿始终的悬疑概念”，“发生在伊朗的紧张局势和华府的策略争斗交相辉映，共同构成了无可批驳的精彩主线”。
《明報》石琪給予兩星半（最高五星）：「賓艾弗列亦好在沒有誇張炮製驚險火爆或怪雞笑料，而注重實感，保持低調。片中還有鬼馬雙老：亞倫·阿金演好莱坞過氣製片，尊古曼演化裝師，加上中情局與白宮的窘態，增添了妙處。」
《頭條日報》祁佳仕：「緊張劇情令人捏幾把冷汗，幽默台詞莊諧並重，這樣一張一弛控制了故事節奏，再配合優秀的劇本和演員，還有美工展現出七八十年代的風貌，令電影很是好看。」
《頭條日報》葉念琛：「電影沒驚天動地的救援場面，但過程依然緊張驚險得讓人手心冒汗。」
《東方日報》范孤奴：「除了將拯救過程拍得緊張刺激外，賓艾佛力還刻意加入《星際大戰》及《太空堡壘卡拉狄加》等科幻片元素，而影片在開場時以漫畫的形式來交代伊朗當時的政局，簡直是一絕!」
台灣導演李崗則認為：「無論高度、深度跟企圖心，《逃离德黑兰》都不是一個很特別的電影，正是標準的美國英雄主義。」

## 爭議
影片自公映之日起，就因其对英国及新西兰大使馆驱赶六名美国人质的错误描述而广受争议。而事实上，英国及新西兰在该事件中同样做出了很大的贡献。英国时任驻伊大使约翰葛姆爵士之秘书马丁威廉在接受《每日邮报》的采访中称，最初正是他们获得情报前往德黑兰郊区先后找到了六名人质，并最初安置于马丁的私人寓所。之后考虑到安全因素，参与国一致认为加拿大大使馆更利于藏身才将人质转移。而新西兰大使馆不仅准备了后备匿身居所，更是在营救旅程的最后安全护送人质至机场。
伊朗当局认为该影片丑化了伊朗国家和人民，是“反伊朗”的，并准备推出一部名叫《总参谋部》的电影作为回应。

## 票房
美国首周末收获2012万美元，名列第二位。次周末收获1662万美元继续占据亚军。第三周末以1236万的成绩夺冠。最终北美累计1.36亿，其他国际地区获得9630万，全球票房为2.323亿美元。
| 上一届： 《灵动：鬼影实录4》 | 2012年美國週末票房冠軍 第43周                                                  | 下一届： 《无敌破坏王》   |
| 上一届： 《即刻救援2》       | 2012年台北週末票房冠軍 第42週（10月19日—10月21日） 第43週（10月26日—10月28日） | 下一届： 《007 空降危機》 |